# تيشاروا
تيشاروا هي جزيرة من من جزر المجتمع، وهي جزيرة مرجانية تقع على بعد 59 كيلومتراً (36.5 ميلاً) شمال بابيتي، عاصمة بولينيزيا الفرنسية الواقعة في جزيرة تاهيتي.

## الإدارة
هذه الجزيرة إدارياً تتبع جزء من بلدية فرنسا التابعة لبولينيزيا الفرنسية. هذه الجزيرة لديها ساكن واحد هو تيهوتو براندو ابن الممثل الأمريكي مارلون براندو.

## التاريخ والملكية
في عام 1904 للميلاد قدمت عائلة بوماري الملكية في تاهيتي هذه الجزيرة لطبيب الأسنان وليامز والتر جونستون.
وكجزيرة خاصة مرت عليها أيدي العديد من المالكين حتى عام 1965، عندما اشتراها مارلون براندو من ابنة وليامز واستمر في العيش والإقامة فيها لفترات متقطعة حتى العام 1990 للميلاد.

## وصلات خارجية
- جزيرة تيشاروا